# Ладыгино (Можайский район)
Ладыгино — деревня в Можайском районе Московской области в составе Порецкого сельского поселения. Численность постоянного населения по Всероссийской переписи 2010 года — 11 человек. До 2006 года Ладыгино входило в состав Синичинского сельского округа.
Деревня расположена на западе района, примерно в 9 км к северу от Уваровки, на левом берегу безымянного ручья — правого притока речки Жезлянка (левый приток Лусянки), высота центра над уровнем моря 225 м. Ближайшие населённые пункты — посёлок центральной усадьбы совхоза «Синичино» на противоположном берегу ручья, Ширякино на севере и Бакулино на востоке.